# Yanzhou
Yanzhou léase Yan-Zhóu (en chino:兖州市,pinyin:Yǎnzhōu) es una ciudad-condado bajo la administración directa de la ciudad-prefectura de Jining,al suroeste de la Provincia de Shandong, República Popular China. Su área es de 651 km², su población total es de 620 000 y su capital es el Subdistrito de  Gulou (鼓楼街道).

## Administración
Yanzhou se divide en 5 Subdistritos y 7 poblados:
Subdistritos (街道)
- Gulou (鼓楼街道)—capital
- Longqiao(龙桥街道)
- Jiuxianqiao(酒仙桥街道)
- Wangyin (王因街道)
- Huangtun (黄屯街道)

Poblados (镇)
- Da'an (大安镇)
- Xinyi (新驿镇)
- Yandian (颜店镇)
- Xinyan (新兖镇)
- Caohe (漕河镇)
- Xinglongzhuang (兴隆庄镇)
- Xiaomeng (小孟镇)